# Susanne Gunnarsson
Linnea Susanne Gunnarsson z domu Wiberg (ur. 8 września 1963 w Örebro) – szwedzka kajakarka. Trzykrotna medalistka olimpijska.
Na igrzyskach w Los Angeles w 1984 zdobyła srebrny medal w czwórce pod panieńskim nazwiskiem Wiberg. Na początku lat 90. zaczęła pływać z Agnetą Andersson i w 1992 wywalczyła srebrny, a cztery lata później złoty medal. Wielokrotnie stawała na podium mistrzostw świata. W 1996 została uhonorowana nagrodą Svenska Dagbladets guldmedalj.

## Starty olimpijskie (medale)
Los Angeles 1984
- K-4 500 m –   srebro

Barcelona 1992
- K-2 500 m –  srebro

Atlanta 1996
- K-2 500 m –  złoto